# A Grand Don’t Come for Free
A Grand Don’t Come for Free – drugi album studyjny brytyjskiego muzyka Mike’a Skinnera, występującego również pod pseudonimem The Streets. Album ukazał się 18 maja 2004.

## Lista utworów
1. „It Was Supposed to Be So Easy”
2. „Could Well Be In”
3. „Not Addicted”
4. „Blinded by the Lights”
5. „Wouldn't Have It Any Other Way”
6. „Get Out of My House” (feat. MC C-Mone)
7. „Fit But You Know It”
8. „Such a Twat”
9. „What Is He Thinking?”
10. „Dry Your Eyes”
11. „Empty Cans"